# كلية العلوم والتقنيات جامعة القاضي عياض (مراكش)
تأسست كلية العلوم والتقنيات التابعة لجامعة القاضي عياض بمراكش سنة 1991 تحت اسم "الكلية الثانية للعلوم" في مباني المركز التربوي الجهوي السابق الذي شُيّد سنة 1974. وفي سنة 1994، تم تحويلها إلى كلية للعلوم والتقنيات، وذلك في إطار السياسة الوطنية لتعزيز التعليم العالي التكنولوجي، وقد شهدت توسعة همّت إنشاء أقسام جديدة، مقر العمادة، وملحق للمكتبة. يبلغ عدد الطلبة 2300 وعدد الأساتذة 113
منذ 1994، أصبحت الكلية مؤسسة ذات ولوج محدود، وتعتمد نظاماً بيداغوجياً نصف سنوي يعتمد على الوحدات والتقييم المستمر، وتمنح عدداً من الشهادات مثل DEUG، DUT، الإجازة المهنية، الماستر، والمهندس.
1. ↑  Ayyad, Université Cadi. "Établissements". Université Cadi Ayyad (بالفرنسية). Archived from the original on 2025-04-20. Retrieved 2025-05-21.
2. ↑  "Faculté des Sciences et Techniques Marrakech". www.fstg-marrakech.ac.ma. مؤرشف من الأصل في 2024-02-28. اطلع عليه بتاريخ 2025-05-21.